# Liszt Ferenc zongoradarabjai
Míg Liszt más műfajban szerzett művei egy-egy jól körülhatárolható alkotói korszakához köthetők, addig zongoraművei végigkísérik a egész életét. Fiatal korában Európa ünnepelt zongoravirtuóza volt, de a zongorára írt kompozíciói sorra kerültek ki keze alól egészen az élete végéig.

## Liszt és a zongora
Liszt zongorához való viszonya rendkívül bensőséges volt, ezen a hangszeren tudta magát a legjobban kifejezni, a magáénak érezte. Már fiatal korában megfogalmazta ezt egy Adolphe Pictet-nek szóló, és a Gazette Musicale 1838 februári számában megjelent levélben: „Mert látod, zongorám számomra az, ami a tengerésznek a fregattja, ami az arabnak a paripája – még több talán, mert a zongorám ez ideig én voltam, az én szavam, az én életem; bizalmas letéteményese mindannak, ami ifjúságom legégőbb napjaiban háborgott agyamban; benne élt minden vágyam, minden álmom, minden örömem és minden bánatom.” Zongorázásáról mindenki – közönség, zenésztársak és kritikusok – elragadtatással beszélt. A korabeli források, az életút és a művek ismeretében kijelenthető, hogy Liszt minden idők legnagyobb zongoraművésze, a zongorajáték és a hangszer megújítója, a modern zongorairodalom, a zongoraoktatás és a zongorahangversenyek megújítója volt. Valósággal összenőtt hangszerével, még római éveiben is zongora-kentaurként emlegették. A leghíresebb zongorakészítők megtiszteltetésnek tartották, ha Liszt az ő hangszerükön játszott. Először a párizsi Érard cég hangszereit használta, sőt a kezdetekben, 1824–1825-ben Sébastien Érard anyagilag is támogatta Lisztet. Később a bécsi Bösendorfer céggel, de magával a családdal is baráti kapcsolatba került. Mindkét zongoragyár figyelembe vette Liszt kívánságait a zongoragyártás során, hogy a hangszerek minél jobban megfelelhessenek a liszti új hangzási-technikai (és fizikai) követelményeknek.
Liszt zongoratehetségére már korán fény derült. Első komoly mestere Bécsben Carl Czerny volt, aki ingyen tanította. „Soha nem volt ilyen buzgó, zseniális és szorgalmas tanítványom” – írta. Csodagyermekként tartották nyilván, aki első nyilvános hangversenyén, Sopronban, kilencévesen, Ries Esz-dúr zongoraversenyét játszotta. Hamarosan jelentkezett első szerzeményével is. 1819-ben a Diabelli kiadó felkért ötven jelentős zeneszerzőt – közte Lisztet is, feltehetően Czerny javaslatára –, hogy egyik keringője témájára írjanak variációkat. Sokan megtették, például Schubert, Czerny, Hummel, Moscheles, Liszt egyperces zongoraművet adott be (S.147). A műveket a kiadó egy kötetben megjelentette, ily módon ez volt Liszt első nyomtatásban megjelent szerzeménye. A keringőre Beethoven is írt (világhírűvé vált) variációsorozatot, de ez később, önálló kötetben jelent meg. A csodagyerek a hangversenyein más szerzők darabjait játszotta, más szerzők darabjaira írt variációkat, feldolgozásokat, bravúrdarabokat, és gyakran rögtönzött a közönség által adott témákra.

## Néhány mérföldkő
Tizenöt éves korában írta első, már valóban fontosnak számító darabjait, a Transzcendens etűdök elődjét: : Étude en douze exercices dans tons les tons majeurs et mineurs, azaz Etűd tizenkét gyakorlatban, minden dúr és moll hangnemben (S.136). Eleinte 48 darabosra tervezte a ciklust, de csak tizenkettő készült el belőle.
Fontos időpont Liszt és a zongora kapcsolatában 1831, mert ekkor hallotta Niccolò Paganini hegedűjátékát Párizsban. Rádöbbent, hogy a művészi mondanivaló, a hatás szolgálatába állított, de nem öncélú virtuozitásnak komoly szerepe lehet a zongorán is. Az újabb hatás a következő évben Frédéric Chopin zongorajátéka hallatán érte, s benne a lírai tartalom szolgálatába állított újfajta hangzás, újfajta technika ragadta meg. Elhatározta, hogy a zongorán is megvalósítja ezeket a lehetőséget. Első, az új virtuozitás megvalósító darabja az 1832-ben komponált Clochette-fantázia (S.420) volt, amely Paganini 2., h-moll hegedűversenyének 3. tételén alapult. Sokat gyakorolt, de technikája fejlesztését csak akkor tudta igazán megvalósítani, amikor 1835-ben, Marie d’Agoult grófnéval Svájcba költözött.
Pierre Wolff svájci zongoraművésznek címzett levelében írta: „…4–5 órát gyakorolok, terceket, szexteket, oktávokat, tremolókat, ismételt hangokat, cadenzákat stb. Ó – hacsak meg nem bolondulok – művészt lelsz bennem, ha eljössz! Igen, művészt, olyat, amilyent kívánsz, olyat, amilyenre ma szükség van!” Ettől persze többet gyakorolt, átgondoltan, módszeresen. Rövid idő alatt forradalmasította a zongorázás technikáját és kifejezőerejét. „Birtokba vette az egész klaviatúrát, keze alatt a zongora kifejezési lehetőségei határtalanná tágultak. Egy egész zenekar erejét, tömörségét, színeit, effektusait tudta megszólaltatni rajta, akár a legkülönfélébbeket, egyidejűleg.” (Hamburger Klára).
Új, virtuóz stílusának megfelelően átdolgozta tizenkét etűdjét, és Douze Grandes Études (Tizenkét nagy etűd) címmel jelentette meg (S.137). A Genfből Párizsba visszatérő Liszt zongorajátéka elkápráztatta a közönséget, Berlioz is elragadtatottan írt róla a Revue et Gazette Musicale című lapban: „Ez a zongorázás új magasiskolája!” Ekkoriban került sor a kor másik ünnepelt zongoristájával, Thalberggel vívott híres zenei párbajrára. A közönség mindkét előadást nagy lelkesedéssel fogadta. Egy zenekritikus szerint két ragyogó győztes volt, és egy legyőzött sem. Egy másik jelenlevő megjegyezte: „Thalberg az első, Liszt az egyetlen zongoraművész a világon”. Pedig Liszt a valódi tudását csak saját, új zongoradarabjainak előadásával tudta megmutatni, ezért is volt szüksége az etűdsorozatra, amelyeket sokáig csak ő tudott eljátszani (majd csak a Liszt-növendékek feltűnésével kezdték mások is játszani). A ciklus végleges változatát (Transzcendens etűdök – Douze Études d'exécution transcendante, S.139) egyébként már weimari tartózkodása alatt készítette el, 1851-ben.
Szintén még svájci tartózkodása alatt, a természet közelsége hatására kezdte írni (1835 és 1838 között) az Album d’un voyageur (Egy utazó naplója) (S.156) című zongoradarabjait, amelyből későbbi, szintén weimari átdolgozás után született a Zarándokévek I, Svájc (S.160) című sorozata. Ennek mintájára született később a Zarándokévek második, itáliai sorozata (benne a Petrarca-szonettekkel és a Dante-szonátával. A harmadik Zarándokévek (S.163) sokkal később születtek. Az első kettő és a harmadik sorozat között komoly hangulati és stílusbeli különbségek vannak. A harmadik a már idős Liszt szomorkás hangját mutatja, amiről maga a mester is írt: „Ezeknek a szomorú daraboknak nem lesz nagy sikerük, és nem is törődöm vele. Thrénodies-nak [siratóknak] nevezem majd őket, minthogy az elégia szót túlságosan és szinte szó szerint is lágynak érzem.” Pedig ebben a sorozatban már olyan, preimpresszionisztikus jellegű darab is van (A Villa d’Este szökőkútjai), amivel Liszt évtizedekkel megelőzte korát.
Fontos megemlíteni Liszt egyik hatalmas vállalkozását: Ludwig van Beethoven kilenc szimfóniájának zongoraátiratát (S.464). A munka végső soron 1837-től 1865-ig tartott, és ennek megfelelően jelen van benne a fiatal, virtuóz Liszt és az idősödő, a virtuóz pályafutástól már régen visszavonult mester stílusa, akit már nem érdekelt a közönségsiker.
Liszt kétségkívül legnagyobb szabású és hatású zongoraműve a h-moll szonáta (S.178). 1852–53-ban írta, addigi zongorista és zeneszerzői tapasztalatainak és eredményeinek összegzéseként. A darab kora, barátai és ellenfelei előtt is értetlenséggel találkozott. Egyedül Wagner lelkesedett érte. „A szonáta minden képzeletet felülmúlóan szép; nagy, szeretetreméltó, mély és nemes – fenséges, amilyen Te vagy” – írta Lisztnek. Először zárt körben játszotta el néhányszor 1853 májusában, és döbbenetet keltett új művével. Ekkor történt meg az a nevezetes (állítólagos?) eset, amikor a fiatal Brahms elaludt Liszt zongorázása közben; innen (is) eredhetett további barátságtalan kapcsolatuk. A darabot még a 20. század elején sem értették meg, Ferruccio Busoni 1900-ban még felháborodást keltve játszotta el. Még Bartók Béla is nehezen barátkozott meg a művel, csak hosszas ismerkedési folyamat után ismerte fel értékeit, forradalmian új szerkesztési elveit.
A Magyar történelmi arcképek (S.205) című zongoradarab sorozatában a magyar történelem és kultúra néhány jelentős alakjának (Széchenyi István, Eötvös József, Vörösmarty Mihály, Teleki László, Deák Ferenc, Petőfi Sándor, Mosonyi Mihály) a zenei arcképét festette meg. Az egyes darabok születési ideje között meglehetősen hosszú idő telt el, de ez nem ritka Liszt esetében. Liszt sorozatát, miként késői műveit általában, értetlenül fogadta a közönség, a kritika és a zenész társadalom. Ezek a darabok, annak ellenére, hogy nevesített címük van, mégsem személyes portrék, sokkal inkább valamiféle életérzés, mély gyász és keserűség kap hangot bennük. Meglepő, hogy ezeket a visszafogott, egyszólamúvá csendesített, szinte zongoraszerűtlenül puritán letét alig-dallamokat ugyanaz a zongorista–zeneszerző komponálta, aki korábban a látványos, a közönség kegyeit kereső, virtuóz zongoradarabjairól és játékáról volt híres.